# Rathaus Schöneberg
Rathaus Schöneberg er rådhuset i bydelen Tempelhof-Schöneberg i Berlin, Tyskland. Rådhuset er placeret på John-F.-Kennedy-Platz.
Rådhuset blev opført i 1911–1914 af arkitekterne Peter Jürgensen og Jürgen Bachmann for Schöneberg, der dengang stadig var en selvstændig by. I 1920 blev Schöneberg indlemmet i Berlin. Efter 2. verdenskrig og Berlins deling, lå Rotes Rathaus, der historisk havde været sæde for Berlins regering, udenfor græserne til Vestberlin. Rathaus Schöneberg blev derfor rådhus for Vestberlin. Efter genforeningen, blev Rathaus Schöneberg atter rådhus for bydelen Schöneberg. Som led i reformen af Berlins bydele i 2001, blev rådhuset sæde for den nye store bydel Tempelhof-Schöneberg.
I juni 1963 holdt den daværende amerikanske præsident John F. Kennedy sin senere så berømte tale, hvori han proklamerede "Ich bin ein Berliner". Tre dage efter mordet på Kennedy blev pladsen foran rådhuset omdøbt fra Rudolph-Wilde-Platz til det nuværende John-F.-Kennedy-Platz. Rådhuset lægger desuden lokaler til en permanent udstilling om Willy Brandt, borgmester i Vestberlin 1957-1966 og forbundskansler 1969-1974.
Klokken i rådhusets tårn, Freiheitsglocke, blev doneret af millioner af amerikanere som symbol på kampen for frihed og mod kommunisme i Europa. Rådhusklokken ringer dagligt kl. 12. Ringningen transmitteres af Deutschlandradio Kultur.
Berlins senat holdt sit sidste møde på Rathaus Schöneberg 24. september 1991 og har siden holdt sine møder på Rotes Rathaus. Berlins parlament holdt sit sidste møde i rådhuset 25. marts 1993, og har siden haft sæde i Preußischer Landtag.
52°29′5.75″N 13°20′39.82″Ø / 52.4849306°N 13.3443944°Ø